# Sodo Migliori
Sodo Migliori este o companie italiană care comercializează articole de lux.

## Sodo Migliori în România
Compania este prezentă și în România, unde are 23 de puncte de vânzare în toată țara, dintre care unul Paul&Shark, patru unități Swarowsky și 18 magazine Cellini.
Brandul Cellini este prezent pe piața din România din 1999 și are în protofoliu aproximativ 25 de mărci de bijuterii și ceasuri de lux, printre care se numără Chanel, Hublot, Faberge, Mont Blanc sau Gucci.
Principalii competitori ai lanțului Cellini pe piața autohtonă a bijuteriilor și a ceasurilor de lux sunt Micri Gold și Helvetansa.
Număr de angajați în 2009: 190
Cifra de afaceri în 2008: 15 milioane euro